# John Koch (Anglist)
Johannes August Hermann „John“ Koch (* 22. Dezember 1850 in Ohra bei Danzig, Westpreußen; † 28. September 1934 in Berlin) war ein deutscher Literaturforscher. Er war einer der bedeutendsten Forscher zur Literatur des englischen Mittelalters, insbesondere der Werke Geoffrey Chaucers.

## Leben
Koch besuchte die Burgschule (Königsberg). Nach dem Abitur 1869 studierte er an der Albertus-Universität Königsberg Romanistik und Anglistik. 1869 wurde er Mitglied des Corps Baltia Königsberg. Sein Studium unterbrach er, um als Kriegsfreiwilliger im 1. Ostpreußischen Feldartillerie-Regiment am Deutsch-Französischen Krieg teilzunehmen. 1874 bestand er das philologische Staatsexamen in Deutsch und Neuphilologie. 1875 wurde er in Königsberg zum Dr. phil. promoviert.
Er trat in den Schuldienst im Raum Königsberg und unternahm mehrere Reisen ins Vereinigte Königreich und nach Frankreich und Italien. 1878 heiratete er Thomasine Pole, mit der er drei Töchter hatte. Ein Jahr darauf wechselte er an die Dorotheenstädtische Realschule, an der er 32 Jahre blieb. Koch starb nach langer Krankheit im 84. Lebensjahr.
Trotz seiner Lehrtätigkeit fand Koch Zeit zur wissenschaftlichen Arbeit in der Romanischen und Englischen Philologie, der vergleichenden Literaturwissenschaft und der Pädagogik. Insbesondere in der Erforschung des spätmittelalterlichen englischen Autors Geoffrey Chaucer wurde Koch zu einer weltweit anerkannten Autorität. Zwischen 1879 und 1934 rezensierte Koch mehr als 70 Publikationen aus der Chaucerforschung. Er verfasste mehrere Dutzend Fachaufsätze zu Quellenfragen und Manuskriptlage. Von besonderer Bedeutung sind seine textkritischen Ausgaben der Canterbury Tales und seine Textausgabe von Chaucers sogenannten Kleineren Dichtungen.
Anlässlich der Pensionierung im Oktober 1911 wurde Koch mit dem Roten Adlerorden 4. Klasse ausgezeichnet.

## Corpsstudent

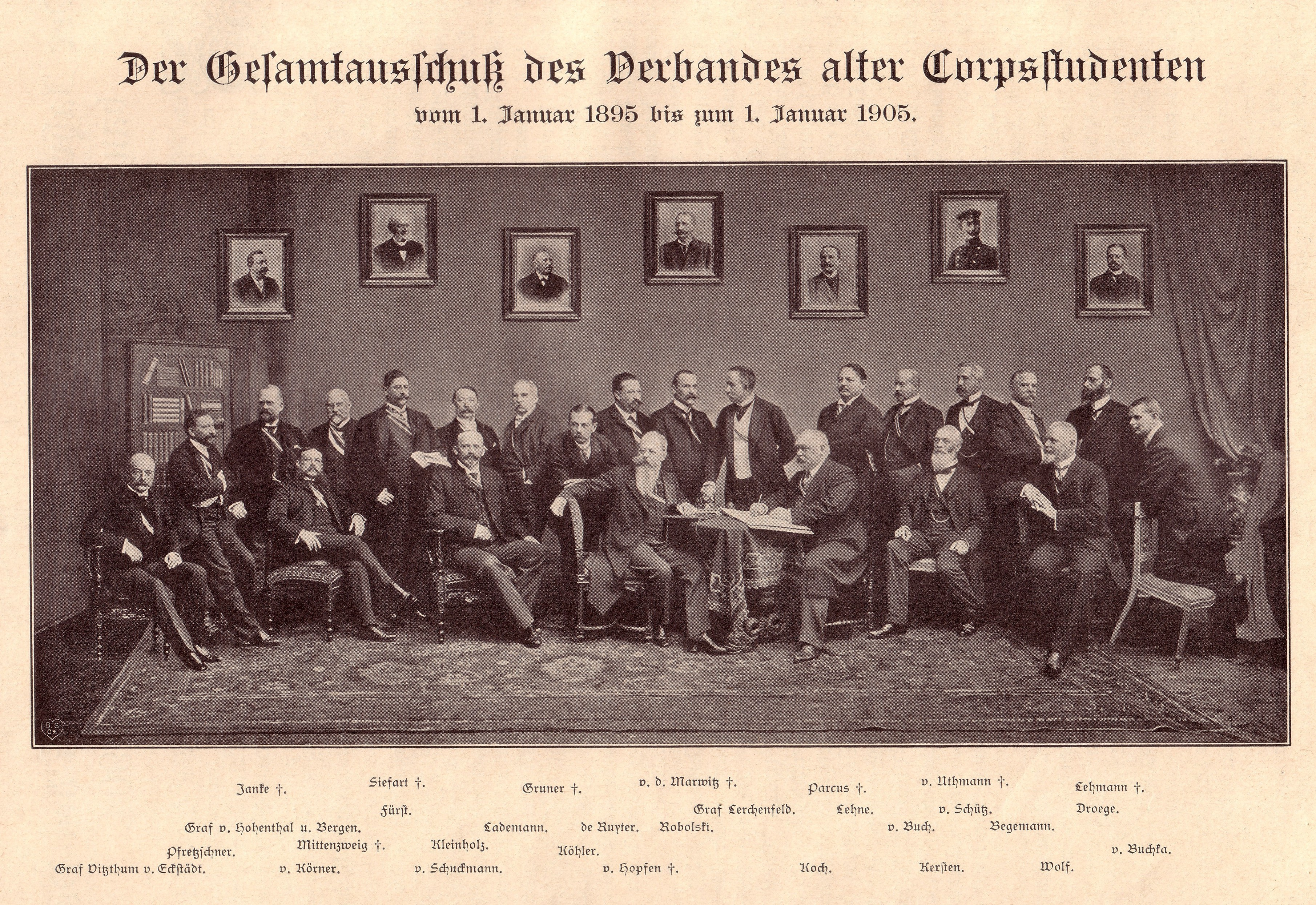
Koch im Gesamtausschuss des VAC 1895–1905

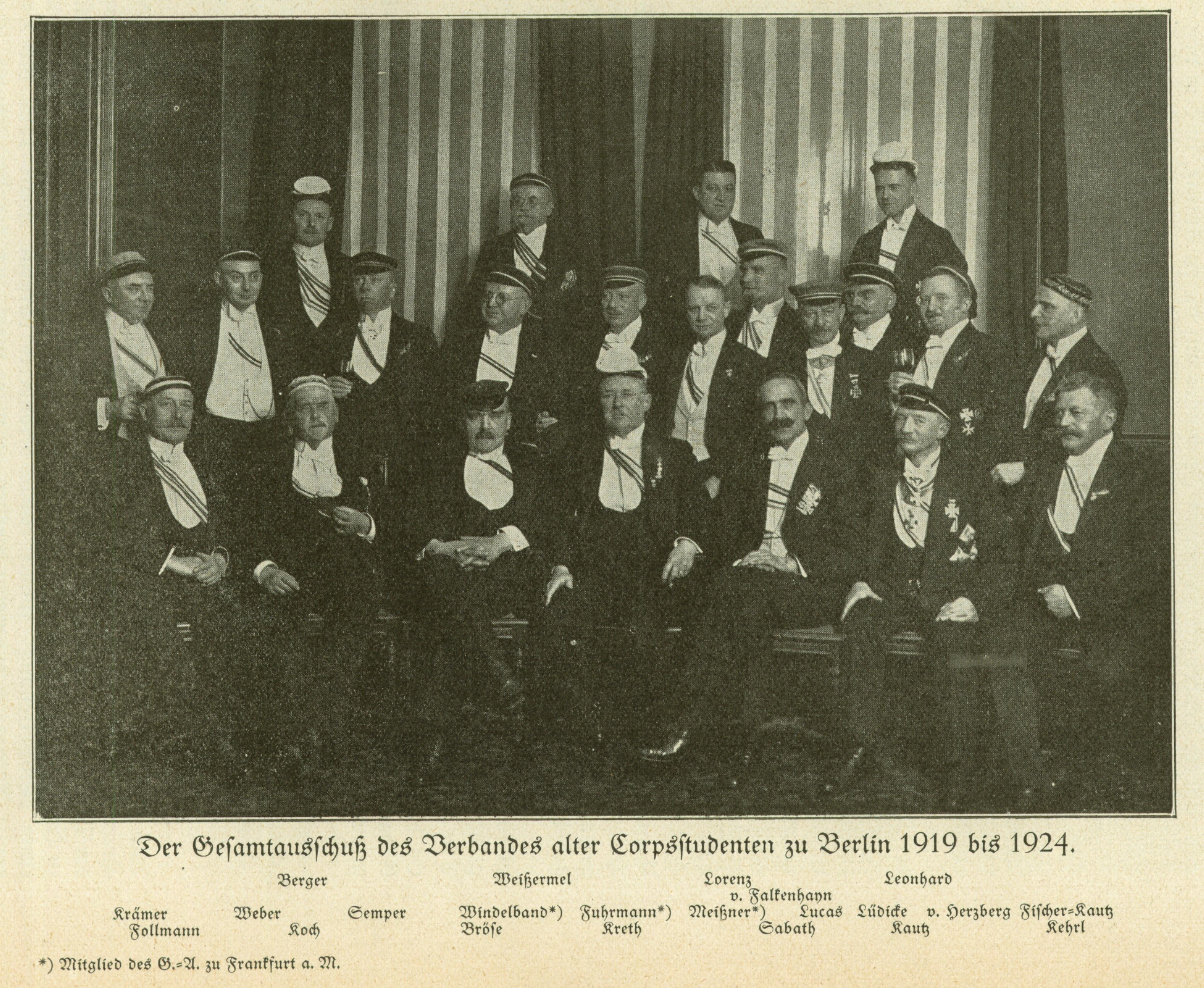
Koch im Gesamtausschuss des VAC 1919–1924

Sein Muttercorps Baltia Königsberg verlieh Koch 1921 einstimmig die Ehrenmitgliedschaft. Von Guestphalia Berlin erhielt er 1929 die Corpsschleife und 1932 das Band. Vor und nach dem Ersten Weltkrieg engagierte er sich jahrzehntelang im Verband Alter Corpsstudenten. Für die Academischen Monatshefte und die Deutsche Corpszeitung schrieb er weit mehr als hundert Beiträge. Von 1893 bis 1905 gab er das Berliner Adreßbuch Alter Kösener Corpsstudenten heraus. Das „Kochbuch“ führte durch die weitverzweigte corpsstudentische  Welt von Berlin und seiner Umgebung und war jedem Corpsstudenten bekannt. 1933 erschien es in der 16. Auflage. Als die Blätter der Erinnerung (Schmiedeberg) 1925 vom VAC gekauft worden waren, unterzog Koch es der ersten kritischen Durchsicht.
Größere Beiträge
Corpsstudenten als Schriftsteller
Zum Andenken an die 1870/71 als Kriegsfreiwillige gefallenen Corpsstudenten
Die Freiwilligen Jäger von 1813
Die Corps und die Wissenschaft
Die Corps und die Politik
Der Kösener Verband im Weltkriege (1921)
Corpsstudentische Kriegszeitungen und Kriegsberichte
Beiträge zur Förderung des Corpswesens
Die Geschichte  des Corps Baltia (1906)
Baltia im Weltkrieg (1921)
Zur Geschichte der Silber-Litthauer (1925/26)
Einhundert Jahre Königsberger Corpsstudententums (1928)

## Ausgaben
- (Hg.) Geoffrey Chaucer: The Pardoner's Prologue and Tale. A Critical Edition. Berlin: Felber; Heidelberg: Winter, 1902.
- (Hg.) A Detailed Comparison of the Eight Manuscripts of Chaucer's Canterbury Tales. London: Kegan Paul, French, Trübner & Co., 1913.
- (Hg.) Geoffrey Chaucer's Canterbury Tales: Nach dem Ellesmere Manuscript mit Lesarten, Anmerkungen, und einem Glossar. Heidelberg: Winter, 1915.
- Chaucers Belesenheit in den römischen Klassikern. Englische Studien 57 (1923), 8-84.
- (Hg.) Geoffrey Chaucers Kleinere Dichtungen: nebst Einleitung, Lesarten, Anmerkungen und einem Wörterverzeichnis. Heidelberg: Winter, 1928.